# 3-й танковый корпус (вермахт)
3-й танковый корпус (нем. III. Panzerkorps), также известный как «Группа Брайта» — танковый корпус вермахта (1942—1945).

## Боевой путь корпуса
Сформирован в июне 1942 года на базе 3-го армейского корпуса (моторизованного) (нем. III. Armeekorps (motorisiert)).
Корпус был включён в состав группы армий «А», сформированной летом 1942 для захвата Кавказа. После поражения под Сталинградом, корпус принимал участие в боях за Харьков в составе группы армий «Дон» (См. Третья битва за Харьков).
Затем в составе 4-й танковой армии Гота (нем. 4.Panzerarmee) корпус принимал активное участие в операции «Цитадель», прикрывая отход частей вермахта от Белгорода к Днепру.
В начале 1944 года корпус принимал участие в прорыве немецких войск, окружённых в районе г. Корсунь (Корсунь-Шевченковская операция). В марте 1944 корпус вместе 1-й танковой армией попал в окружение в районе г. Каменец-Подольск и вёл тяжёлые бои по прорыву и выходу из окружения.
На 13 октября 1944 года в составе 6-й армии группы армий «Южная Украина».
Вследствие тяжёлых потерь, понесённых с ноября 1944 по январь 1945, корпус был переименован в Группу Брайта (по имени своего командующего Германа Брайта).
В конце 1944 года корпус принимал участие в безуспешной попытке снять осаду Будапешта (Операция «Конрад»), а также операции «Весеннее пробуждение» (нем. Unternehmen Frühlingserwachen) в Венгрии.
После провала операции, корпус с боями прошёл через Австрию, и в день окончания военных действий (8 мая 1945) сдался американцам.

## Состав корпуса
| В декабре 1942: - 13-я танковая дивизия - 5-я моторизованная дивизия СС «Викинг» - 2-я горнопехотная дивизия (румынская) В июле 1943: - 6-я танковая дивизия - 7-я танковая дивизия - 19-я танковая дивизия - 168-я пехотная дивизия В декабре 1943: - 3-я танковая дивизия - 6-я танковая дивизия - 11-я танковая дивизия - 14-я танковая дивизия - 10-я моторизованная дивизия - 376-я пехотная дивизия (боевая группа) | На 13 октября 1944 года - 13-я танковая дивизия - 1-я танковая дивизия - 23-я танковая дивизия - боевая группа 22-й кавалерийской дивизии СС В марте 1945: - 1-я танковая дивизия - 3-я танковая дивизия - 23-я танковая дивизия - 25-я пехотная дивизия (венгерская) |

## Командный состав корпуса

### Командующие корпусом
- С 21 июня 1942 — генерал танковых войск Лео фрайхерр Гейр фон Швеппенбург
- С 20 июля 1942 — генерал кавалерии Эберхард фон Макензен
- С 2 января 1943 — генерал танковых войск Герман Брайт
- С 20 октября 1943 — генерал-лейтенант Хайнц Циглер
- С 25 ноября 1943 — генерал-лейтенант Фридрих Шульц
- С 9 января 1944 — генерал танковых войск Герман Брайт
- С 31 мая 1944 — генерал-лейтенант Дитрих фон Заукен
- С 29 июня 1944 — генерал танковых войск Герман Брайт